# Symfoni nr 4 (Mahler)
Symfoni nr 4 i G-dur av Gustav Mahler komponerades mellan 1899 och 1901.
Denna symfoni är ovanligt kort för att vara en av Mahlers, cirka femtiofyra minuter. Även orkesterbesättningen är ovanligt liten, med exempelvis "bara" fyra horn och inga (!) tromboner. Tillsammans med symfonierna 1-3 kan den sägas tillhöra hans första skaparperiod, inspirerad av Des Knaben Wunderhorn.
Symfonin består av fyra satser:
1. Bedächtig, nicht eilen (Moderat, inte för snabbt)
2. In gemächlicher Bewegung, ohne Hast (I maklig takt, utan brådska)
3. Ruhevoll, poco adagio (Fridfullt, poco adagio)
4. Sehr behaglich (Mycket behagligt)

Första satsen är tämligen klassisk i sin uppbyggnad med ett lite oroligt tema som kontrasterar mot harmoniska stråkar. 
Det scherzo som följer är något spöklikt.
Tredje satsen är ljuv och flytande, med en intressant referens till första satsen.
Den fjärde slutligen innehåller en sång från Des Knaben Wunderhorn, "Das himmlische Leben", tonsatt för sopran.

## Instrumentation
Träblås
4 flöjter (Fl. 3, 4 spelar även piccola 1, 2)
3 oboer (Ob. 3 spelar även engelskt horn)
3 klarinetter i A, Bb, C (Kl. 2 även Ess-klarinett, Kl. 3 även basklarinett)
3 fagotter (Fg. 3 spelar även kontrafagott)
Bleckblås
4 valthorn i F
3 trumpeter i F, Bb
Slagverk
Timpani
Bastrumma
Cymbal
Bjällror
Triangel
Tamtam
Klockspel
Röster
Sopransolo (endast i fjärde satsen)
Stränginstrument
Harpa
Violin I, II
Viola
Cello
Kontrabas

## Sången
Das himmlische Leben från "Des Knaben Wunderhorn"
Wir genießen die himmlischen Freuden,

D'rum tun wir das Irdische meiden.

Kein weltlich' Getümmel

Hört man nicht im Himmel!

Lebt alles in sanftester Ruh'.

Wir führen ein englisches Leben,

Sind dennoch ganz lustig daneben;

Wir tanzen und springen,

Wir hüpfen und singen,

Sanct Peter im Himmel sieht zu.

Johannes das Lämmlein auslasset,

Der Metzger Herodes d'rauf passet.

Wir führen ein geduldig's,

Unschuldig's, geduldig's,

Ein liebliches Lämmlein zu Tod.

Sanct Lucas den Ochsen tät schlachten

Ohn' einig's Bedenken und Achten.

Der Wein kost' kein Heller

Im himmlischen Keller;

Die Englein, die backen das Brot.

Gut' Kräuter von allerhand Arten,

Die wachsen im himmlischen Garten,

Gut' Spargel, Fisolen

Und was wir nur wollen.

Ganze Schüsseln voll sind uns bereit!

Gut' Äpfel, gut' Birn' und gut' Trauben;

Die Gärtner, die alles erlauben.

Willst Rehbock, willst Hasen,

Auf offener Straßen

Sie laufen herbei!

Sollt' ein Fasttag etwa kommen,

Alle Fische gleich mit Freuden angeschwommen!

Dort läuft schon Sanct Peter

Mit Netz und mit Köder

Zum himmlischen Weiher hinein.

Sanct Martha die Köchin muß sein.

Kein' Musik ist ja nicht auf Erden,

Die unsrer verglichen kann werden.

Elftausend Jungfrauen

Zu tanzen sich trauen.

Sanct Ursula selbst dazu lacht.

Kein' Musik ist ja nicht auf Erden,

Die unsrer verglichen kann werden.

Cäcilia mit ihren Verwandten

Sind treffliche Hofmusikanten!

Die englischen Stimmen

Ermuntern die Sinnen,

Daß alles für Freuden erwacht.

## Premiärer
- Svensk premiär: Den 2 april 1913. Musikaliska Akademien, Helsingfors stadsorkester, dirigent Georg Schnéevoigt. Solist: Aina Mannerheim, sopran.